# Abdarainurus
Abdarainurus (лат.) — род динозавров-завропод из группы титанозавров, включающий единственный вид — Abdarainurus barsboldi. Описан по образцам, найденным в верхнемеловой формации Алан-Теег в Монголии. Возможно, относится к неизвестной ранее высокоспециализированной азиатской линии клады макронарий (Macronaria).

## Таксономия
Ископаемые остатки были найдены в 1970 году в Абдрант-Нуру формации Алан-Теег северной Гоби на территории Монголии. Всего было обнаружено восемь переднехвостовых позвонков, один среднехвостовой позвонок и несколько шевронов. Вид описан в 2020 году Александром Аверьяновым и Алексеем Лопатиным в журнале Journal of Systematic Palaeontology. Родовое название связано с местностью Абдрант-Нуру, где были обнаружены типовые образцы. 

## Палеоэкология
Вид был обнаружен в формации Алан-Теег и сосуществовал с анкилозавром рода Pinacosaurus и неизвестным видом из семейства трёхкоготных черепах.